# Daniel Hackett
Daniel Lorenzo Hackett  (Forlimpopoli, 19 de diciembre de 1987)  es un jugador de baloncesto italiano que pertenece a la Virtus Bologna de la Lega Basket Serie A italiana. Con 1,93 de estatura, juega en la posición de escolta.

## Carrera deportiva

### Inicios
Se forma en la cantera del VL Pesaro y pasa 3 años jugando para los Trojans de la Universidad del Sur de California. En el año 2009, al no ser elegido en el draft de la NBA, decide probar suerte en Italia.

### Benetton Treviso
Tras no ser elegido el Draft de la NBA de 2009, decide poner rumbo a Italia, donde firma por una temporada con la Benetton Treviso tras rechazar ofertas de equipos de la NBADL como Texas Legends o Idaho Stampede, en su única temporada en Treviso promedia 5.9 puntos, 4.2 asistencias y 1.8 rebotes por partido, con una actuación de 18 puntos y 7 asistencias contra Dinamo Sassari. Su regularidad a lo largo de la temporada provoca el interés del Victoria Libertas Pesaro y Pallacanestro Cantu.

### VL Pesaro
Finalmente al verano siguiente firma por 3 temporadas con Victoria Libertas Pesaro, en sus tres temporadas allí promedia 12.4 puntos, 5.3 asistencias y 3.3 rebotes por partido, incluido una actuación de 26 puntos, 6 asistencias y 4 rebotes contra Olimpia Milano, además fue MVP del All Star de la LEGA con 27 puntos y 2 asistencias, sus buenas actuaciones a lo largo de esas tres temporadas capta el interés del Mens Sana Siena, Olimpia Milano, FC Barcelona y Maccabi Tel Aviv, pero finalmente es Montepaschi Siena quien se hace con sus servicios.

### Montepaschi Siena
Tras varios rumores, finalmente firma 2 temporadas con Mens Sana Siena en 2012, en su primera temporada juega también la Euroliga, en Siena encuentra su mejor nivel en su primera temporada promediando 10.5 puntos, 3.6 asistencias y 3.5 rebotes, y en la Euroliga un 9.8 de valoración. Además en su primera temporada se proclama campeón de la Copa Italiana donde es elegido MVP de la competición, también gana la LEGA donde también es elegido MVP. Esto provoca que equipos como Olimpia Milano, UNICS Kazan, FC Barcelona y Olympiacos BC pujen por su fichaje. En verano de 2013 sufre una lesión en el tendón de Aquiles que le privó de jugar el Eurobasket 2013 y a la vez probar fortuna en los Campus de entrenamiento con los Dallas Mavericks. Su segunda temporada en Siena empieza bien, ya que fue el MVP con sus 14 puntos y 10 asistencias para que Montepaschi Siena ganase la Supercoppa ante el Cimberio Varese

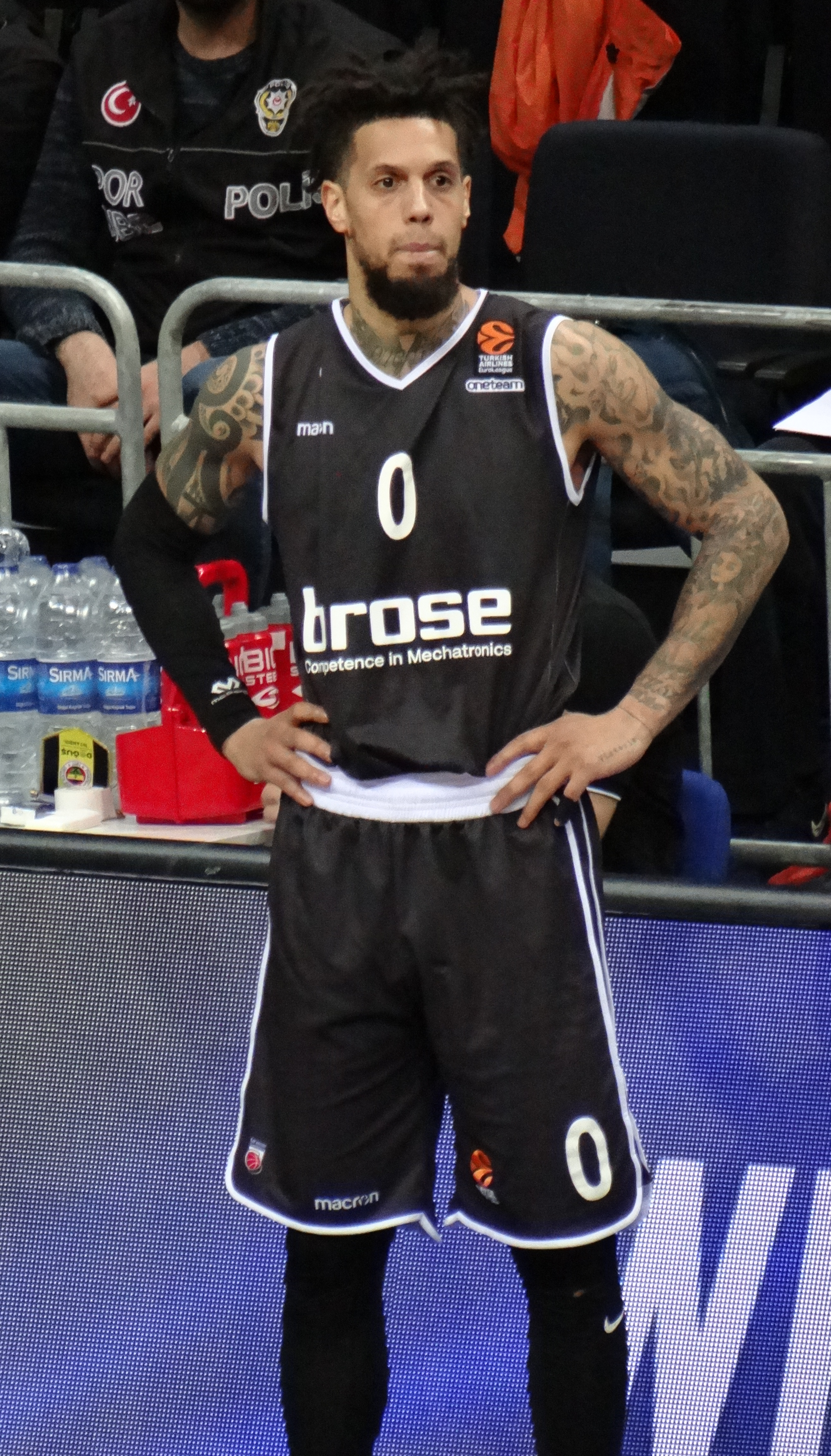
Hackett en 2018.

### Olimpia EA7 Milano
El 24 de diciembre de 2013 se hace oficial su fichaje con el Olimpia Milano hasta 2015, después de no clasificarse con Siena para el Top 16 de la Euroliga. Debuta con su nuevo equipo el 26 de diciembre contra el Vanoli Cremona. El 17 de febrero de 2014, logra su primer gran partido como jugador milanista al anotar 16 puntos y capturar 5 rebotes contra Pistoia Basket. El 18 de abril de 2014 consigue hacer una gran actuación en los playoffs de la Euroliga al conseguir 9 puntos, 4 rebotes y 9 asistencias con un 20 de valoración contra Maccabi Tel Aviv.

### Olympiakos
En verano de 2015 tras apurar su intento de irse a la NBA, acepta la propuesta helena. El jugador puso fin de manera anticipada su etapa en el Armani Milán, y prueba en el histórico Olympiacos hasta verano del 2017. La temporada anterior tuvo un promedio de 9 puntos y 4 asistencias por partido en la Lega.

### Brose Bamberg
Tras dos temporadas en el conjunto del Pireo decide continuar su carrera en Alemania de la mano del Brose Bamberg tras rechazar una propuesta del Baskonia, firmando por dos años. Tras una sola temporada se desvincula del club para firmar como agente libre por el gigante ruso PBC CSKA Moscú tras recibir el interés de otros equipos.

### CSKA Moscú
El 17 de julio de 2018 firma con el PBC CSKA Moscú por 2 temporadas, para ayudar al conjunto ruso a levantar la Euroliga, que consiguieron en 2019. 
El 13 de febrero de 2020 firma una extensión de contrato de 2 años más con el CSKA. Con el CSKA logró la Euroliga de 2019 y las VTB de 2019 y 2021, además de ser el MVP de los playoffs de esta última.
Debido al conflicto bélico entre Rusia y Ucrania, decidió abandonar el club el 1 de marzo de 2022, volviendo a su país firmando un contrato hasta 2024 con Virtus Bologna.

### Virtus Bologna
El 3 de marzo de 2022 firma con la Virtus, tras haberse desvinculado del CSKA días antes debido al conflicto bélico entre Rusia y Ucrania, volviendo así a Italia 7 años después.

## Vida personal
Su padre es Rudy Hackett, jugador estadounidense que hizo carrera en Italia. 